# Fedorov (cráter)

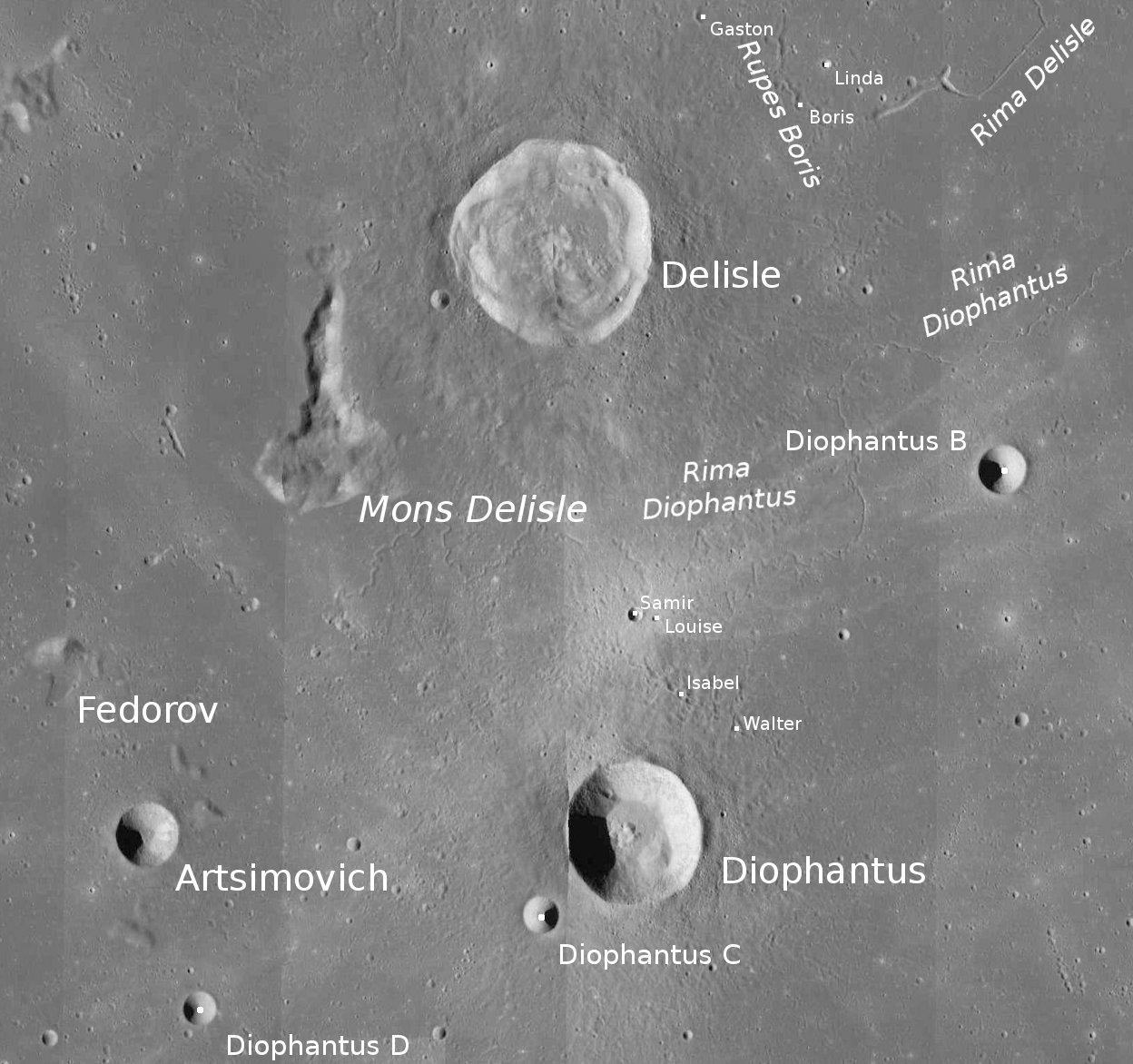
Localización de Fedorov. Fotografía de la misión
Lunar Reconnaissance Orbiter

Fedorov es un pequeño elemento geológico lunar ("cráter" en la nomenclatura de la UAI) situado en el Mare Imbrium occidental, al este-noreste del cráter Diophantus, y al sureste de Delisle. A unos 20 kilómetros al sur-sureste aparece la formación un poco más grande Artsimovich.
|  |

Se trata de una hendidura ligeramente alargada y de forma irregular, con una cresta en el lado norte. Esta cresta es casi tan grande como el contorno de la base del cráter Fedorov, y se eleva aproximadamente 0,8 km por encima del mar lunar circundante.